# Sant'Anna (Rapallo)
Sant'Anna è un quartiere del comune di Rapallo, nel Tigullio.
Antico e oggi popoloso quartiere rapallese è situato nella parte settentrionale del territorio urbano, in prossimità del casello autostradale dell'autostrada A12, e facente parte dell'omonima comunità parrocchiale della diocesi di Chiavari. Il quartiere fa parte storicamente del Sestiere Cappelletta.

## Storia

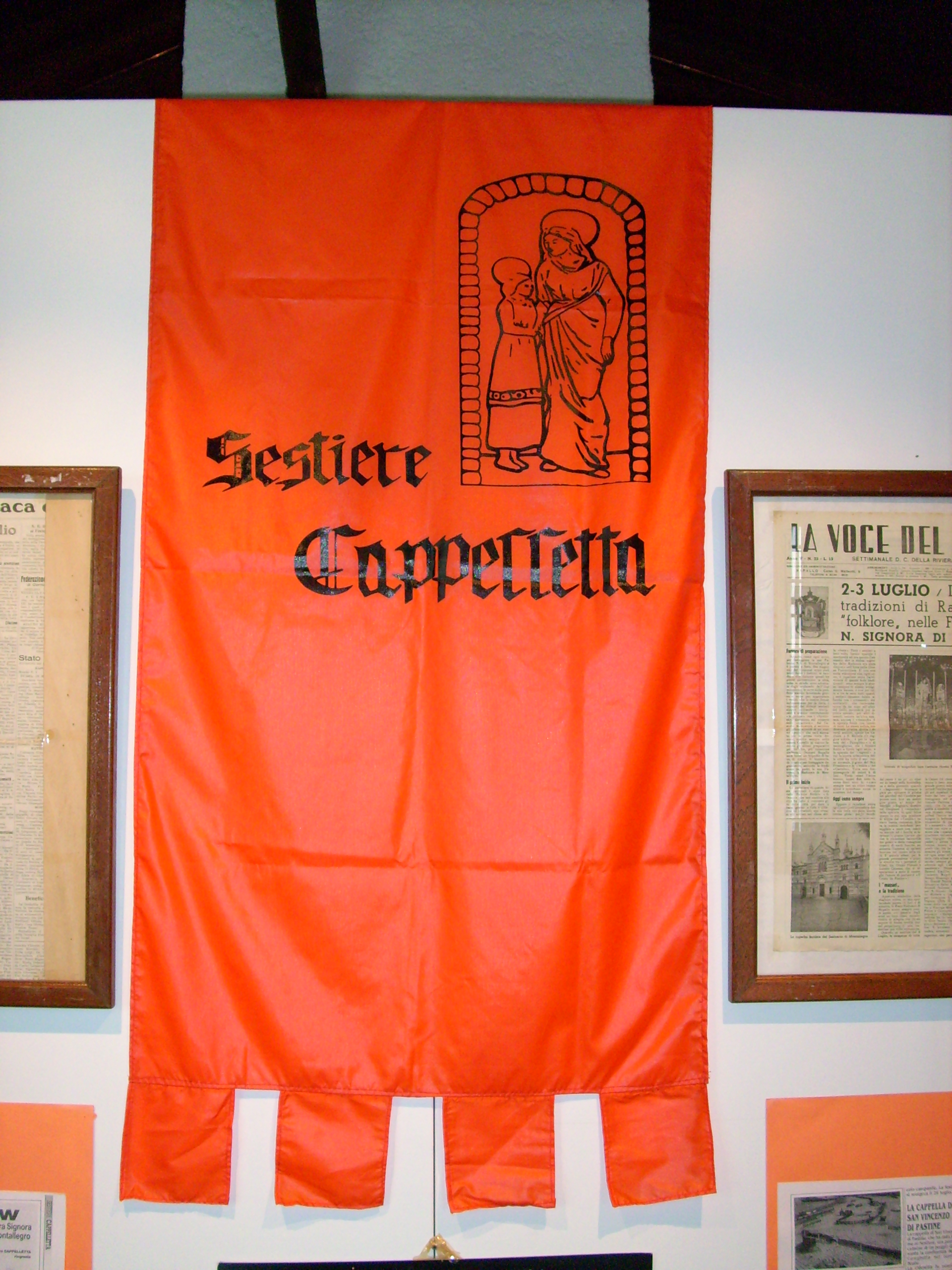
Bandiera del Sestiere Cappelletta raffigurante, in alto a destra, Sant'Anna e Maria bambina.

La storia dell'antico quartiere è, come ovvio, legata al principale insediamento di Rapallo anche se un eccezionale ritrovamento archeologico potrebbe datare il primo nucleo al 700 a.C.. Nel 1911 durante uno scavo d'estrazione dell'argilla, per rifornire le vicine fornaci, furono rinvenuti i resti di una tomba antica in una zona nell'attuale quartiere di Sant'Anna.
Nel corso dei secoli l'insediamento accrebbe come un piccolo nucleo rurale, tipico di molte frazioni e borghi urbani rapallesi, come "luogo di transito" tra i maggiori nuclei di Santa Maria del Campo e San Pietro di Novella, queste ultime frazioni odierne del comune. La vicinanza con il maggiore torrente rapallese, il Boate, che proprio a Sant'Anna nasce dalla confluenza dei torrenti Santa Maria e San Pietro, causò nei secoli frequenti alluvioni nella piana e tra le più gravose si ricordano quelle del 1911 e del 1915. Durante l'alluvione del 1911 il torrente invase la piana di Sant'Anna e gli abitanti furono costretti ad attendere i soccorsi, che arrivarono con l'ausilio di barche da Rapallo, rifugiandosi nei piani alti delle abitazioni.

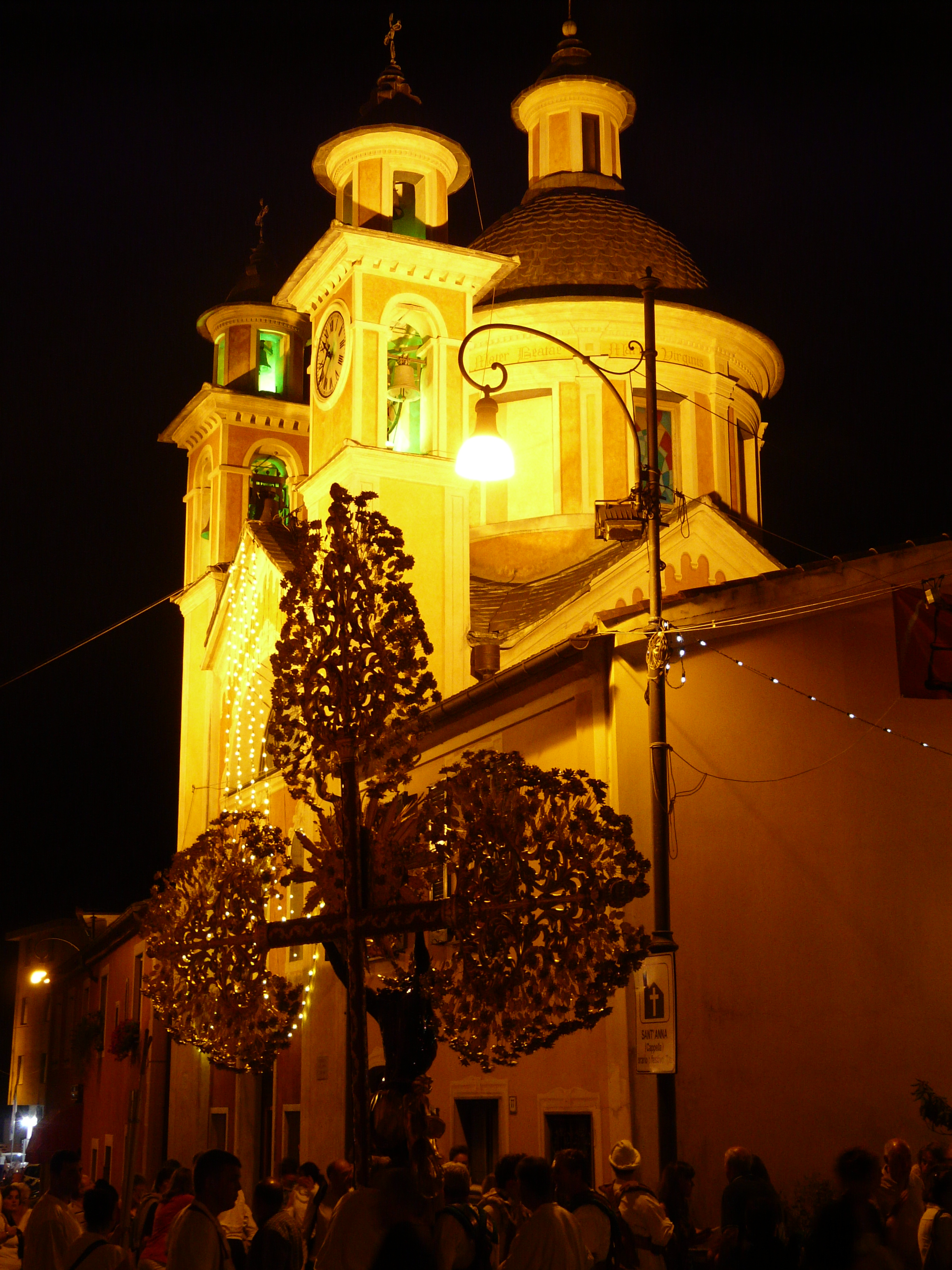
La chiesetta di Sant'Anna illuminata per le feste patronali del 26 luglio 2012

Più gravosa fu la situazione nel 1915 quando, il 25 settembre, il Boate invadendo la piana creò un "lago d'acqua improvvisato" con una superficie di 900.000 m2 e racchiudendo una massa d'acqua di 3.500.000 m3. Dopo aver invaso Sant'Anna, demolendo case e stalle, la furia delle acque s'abbatté nel centro cittadino di Rapallo causando gravi danni alle abitazioni e soprattutto mietendo vittime.
Il borgo storico di Sant'Anna rimase pressoché inalterato fino agli anni cinquanta del XX secolo quando, al termine della seconda guerra mondiale, lo sviluppo economico diede l'avvio alla celebre "rapallizzazione" che portò ad un rapido sviluppo urbanistico incontrollato e con la costruzione di palazzi e nuove case. La secolare distanza tra i nuclei di Rapallo e Sant'Anna venne così di fatto cancellata, unendo quasi senza distinzione il borgo santannino alla parte settentrionale della città rapallese.

## Monumenti e luoghi d'interesse

### Architetture religiose
- Chiesetta antica di Sant'Anna nel borgo originario santannino, edificata nel 1629 per volere del locale paesano Giovanni Maria Figari. La prima citazione ufficiale della chiesa è datata al 25 agosto del 1642 in una concessione del Senato della Repubblica di Genova. Il piccolo edificio fu interessato dai violenti fenomeni alluvioni che flagellarono il territorio rapallese nel 1911 e ancora nel 1915; la struttura subì diversi danni rovinando, tra l'altro, gli arredi interni originali.

- Chiesa parrocchiale di Sant'Anna nel quartiere moderno. Per la nuova crescita della popolazione residente, in contemporanea con il nuovo sviluppo urbanistico che interessò la cittadina nel periodo post bellico, il vescovo monsignor Luigi Maverna della diocesi di Chiavari autorizzò l'istituzione di una nuova comunità parrocchiale - il 26 luglio del 1968 e dedicata sempre alla santa - per far fronte alle esigenze religiose della popolazione. Per la limitata capienza del seicentesco edificio, si optò per la sistemazione provvisoria in alcuni locali della zona più moderna del quartiere santannino. Nell'autunno del 2005 iniziarono i lavori per l'edificazione di un nuovo edificio religioso, nella zona più meridionale del quartiere, nell'area attigua al campo sportivo "Umberto Macera" in un terreno un tempo occupato dalla fabbrica Salem (Società Anonima Leghe e Metalli) detta "canfora". La nuova parrocchiale, terminata nell'estate del 2016 e in stile architettonico contemporaneo, è stata dedicata dal vescovo di Chiavari monsignor Alberto Tanasini il 23 luglio 2016. Le difficili soluzioni architettoniche hanno richiesto soluzioni ad hoc da parte di Alsina per quanto riguarda i sistemi di cassefrome per il getto della struttura in calcestruzzo.

## Il golf

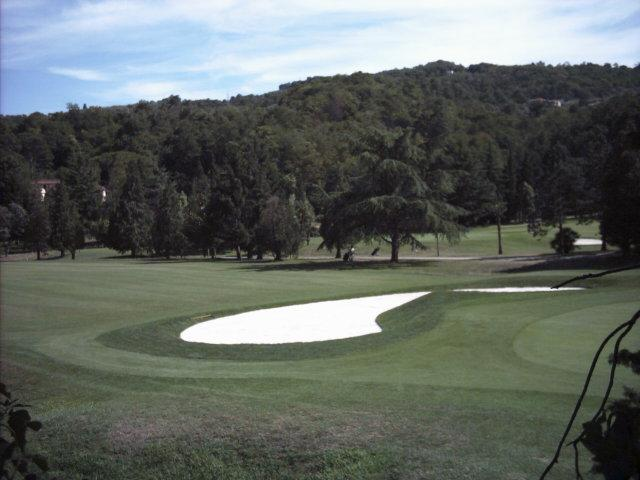
Veduta del campo da golf

Nella piana del torrente Boate, tra il quartiere di Sant'Anna e la frazione di San Massimo, è presente dal 1931 il locale circolo golf e tennis con un impianto da gioco a diciotto buche. Inizialmente a 9 buche, il raddoppio ha permesso al golf di Rapallo di essere l'unico campo da gioco del territorio metropolitano genovese e uno dei tre presenti in Liguria (Sanremo e Garlenda).